# LLDP
Link Layer Discovery Protocol (LLDP) - протокол рівня мережевих інтерфейсів стеку TCP/IP, що використовується мережевими пристроями для публікації інформації про себе, свої можливості та сусідів в локальній мережі IEEE 802, найчастіше Ethernet. Також колись протокол називали Station and Media Access Control Connectivity Discovery, наприклад в документі IEEE 802.1AB.
LLDP виконує функції які є в кількох аналогічних протоколах, таких як Cisco Discovery Protocol (CDP), Extreme Discovery Protocol, Nortel Discovery Protocol (також відомий як SONMP), та Link Layer Topology Discovery (LLTD) компанії Microsoft.

## Інформація що збирається
Інформація що збирається з LLDP зберігається в пристрої у Management Information Base (MIB) та може бути запитана за допомогою Simple Network Management Protocol (SNMP) як описано в RFC 2922 [Архівовано 29 травня 2013 у Wayback Machine.]. Топологія мережі з підтримкою LLDP може бути досліджена перебором хостів і запитуванням цих MIB. До інформації яка може бути отримана входить:
- Назва та опис системи
- Назва та опис порту
- Назва VLAN
- Можливості системи (комутація, маршрутизація і т.п.)
- Інформація про MAC/PHY
- Power over Ethernet
- Агрегація каналів

## Зноски
1. ↑  802.1AB-REV - Station and Media Access Control Connectivity Discovery. IEEE. Архів оригіналу за 1 лютого 2014. Процитовано 17 жовтня 2009.
2. ↑  IEEE standard 802.1AB-2009 (PDF). Архів оригіналу (PDF) за 16 листопада 2015. Процитовано 31 січня 2014.